# 蔵下勝行
蔵下 勝行（くらしも かつゆき、1934年10月21日 - 2016年4月5日）は、日本の経済学者、専修大学名誉教授。
専修大学電子計算機室運営委員会委員長、情報科学センター長、入学試験委員会委員長、大学院委員会委員、専修大学情報科学研究所所長、などを歴任した。

## 経歴[5]
- 1958年（昭和33年）3月 - 上智大学経済学部経済科卒業
- 1961年（昭和36年）3月 - 上智大学経済学研究科修士課程修了
- 1961年（昭和36年）5月 - 日本道路公団入職
- 1967年（昭和42年）3月 - 日本道路公団退職
- 1967年（昭和42年）4月 - 専修大学経営学部専任講師
- 1970年（昭和45年）4月 - 同経営学部助教授
- 1976年（昭和51年）4月 - 同経営学部教授
- 1976年（昭和51年）4月 - 上智大学非常勤講師（～1997年3月）
- 1989年（平成元年）4月 - 専修大学情報科学センター長
- 2000年（平成12年）4月 - 専修大学情報科学研究所所長
- 2001年（平成13年）4月 - 専修大学ネットワーク情報学部教授
- 2005年（平成17年）
  - 3月 - 専修大学を定年退職
  - 4月 - 専修大学名誉教授
- 2016年（平成28年）4月5日 - 間質性肺炎のため死去[1]。

## 学外委員会[5]
- 1980年（昭和55年）12月 - 財団法人道路経済研究所評議員
- 1984年（昭和59年）11月 - 日本学術会議経営情報研究連絡委員会委員
- 1991年（平成3年）10月 - 私立大学情報処理教育連絡協議会管理委員会委員
- 1992年（平成4年）6月 - 社団法人私立大学情報教育協会理事
- 1993年（平成5年）6月 - 社団法人私立大学情報教育協会常務理事
- 1994年（平成6年）10月 - 日本学術会議ISSC/IFSSO委員
- 2000年（平成12年）7月 - 私立大学等経常補助金特別補助審査委員会委員
- 2002年（平成14年）9月 - 私立大学教育研究高度化推進専門委員会委員
- 2004年（平成16年）2月 - 文部科学省独立行政法人評価委員会臨時委員

## 研究業績
- 佐々木恒一、河野博忠、蔵下勝行、『道路の経済効果と投資基準』技術書院、1965年4月
- 大石泰彦、河野博忠、蔵下勝行、『道路経済学論集』、東洋経済新報社、1975年2月
- 蔵下勝行、「道路投資の経済的評価」「有料道路」、交通工学研究会編『交通工学ハンドブック』、技報堂、1983年1月